# Kapitelstraße (Lübeck)

Lage der Kapitelstraße (rot markiert)

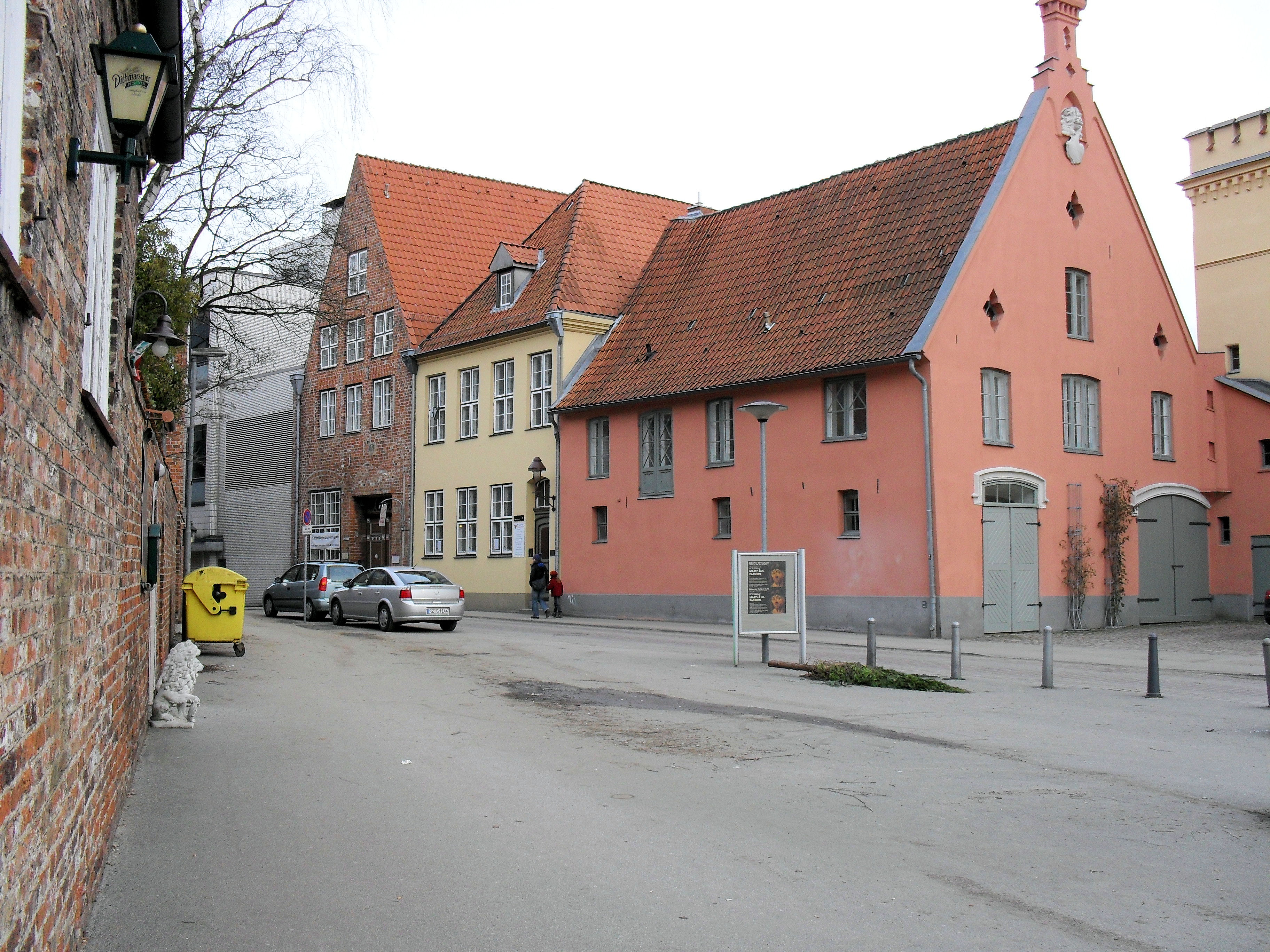
Die Kapitelstraße

Die Kapitelstraße ist eine Straße der Lübecker Altstadt.

## Lage

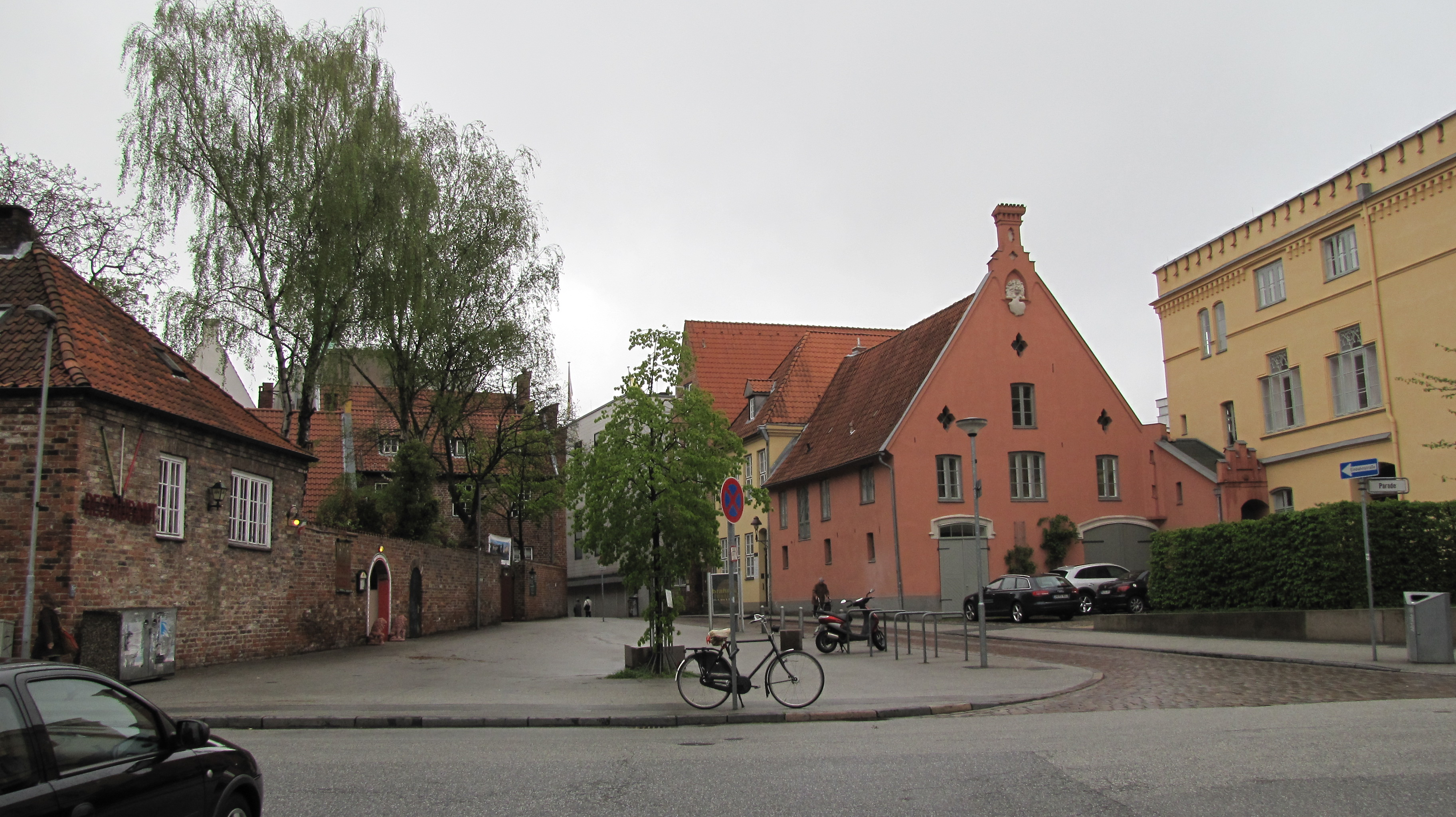
Kreuzung Kapitelstraße-Parade nach Wiederherstellung des historischen Straßenverlaufs

Die etwa 100 Meter lange Kapitelstraße befindet sich im südwestlichen Teil der Altstadtinsel (Marien Quartier). Sie verbindet die Mühlenstraße mit der Parade beim Zusammentreffen mit Pferdemarkt und Dankwartsgrube. Die Einmündung zur Parade wurde nach 1945 auf das Grundstück des 1942 zerstörten Hauses Kapitelstraße 8 verlegt, um eine direkte Verbindung zur Dankwartsgrube zu schaffen. Diese verkehrstechnische Maßnahme wurde inzwischen wieder zurückgebaut, wodurch eine platzartige Situation entstanden ist.

## Geschichte
Die Straße wird 1309 erstmals urkundlich erwähnt, unter dem lateinischen Namen Parva platea inter plateam arenae et plateam molendinorum (Kleine Straße zwischen dem Pferdemarkt und der Mühlenstraße). 1387 ist die Bezeichnung Papenstrate by dem Dome verzeichnet, die 1441 auf Papenstrate verkürzt erneut erscheint. 1852 wird Pfaffenstraße bei der Parade als Straßenname amtlich festgelegt, 1884 aber zum heutigen Namen geändert, der auf das bis zur Säkularisation 1804 bestehende Domkapitel Bezug nimmt.

## Bauwerke

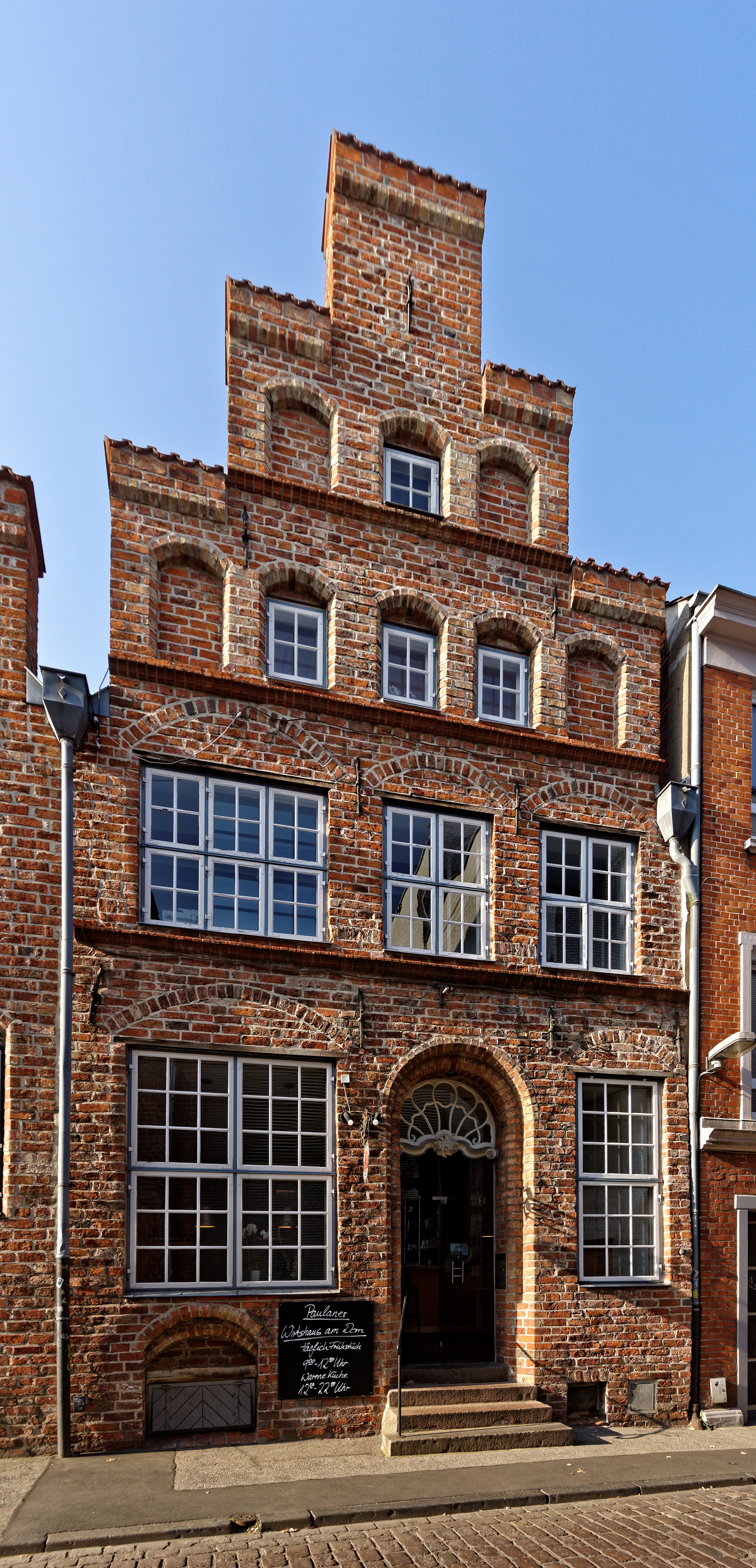
Kapitelstraße 4

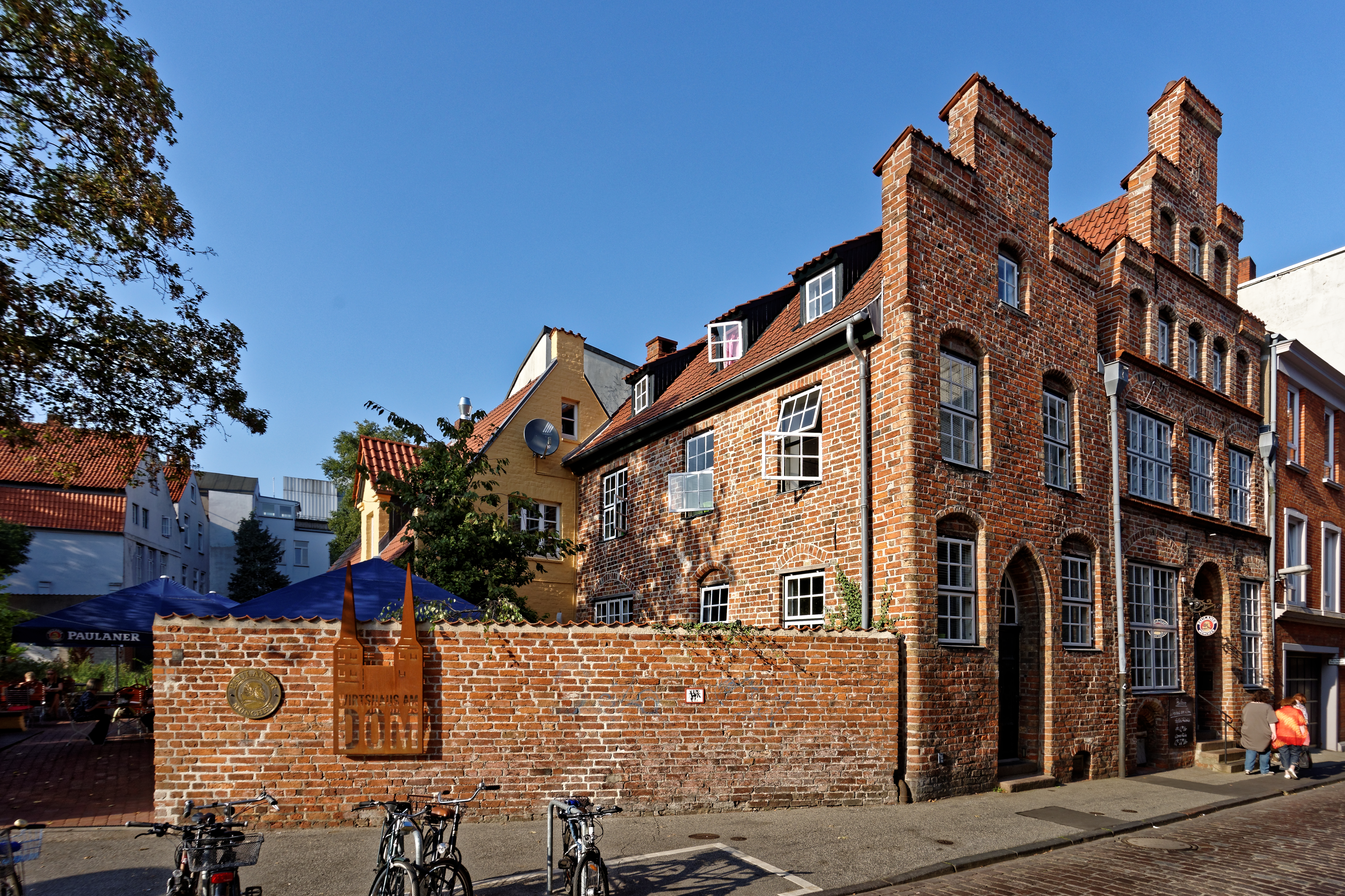
Kapitelstraße 4–6

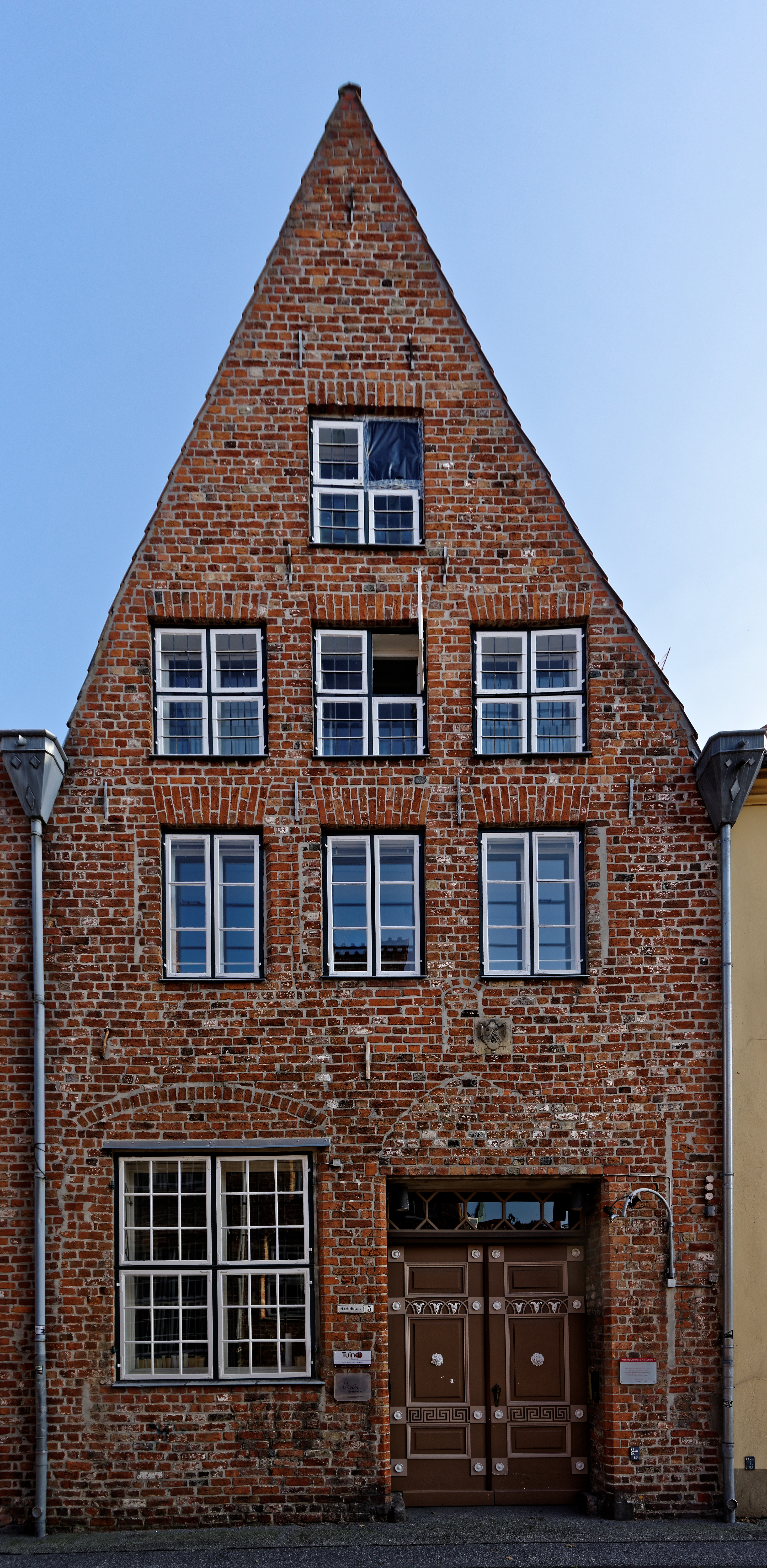
Kapitelstraße 5

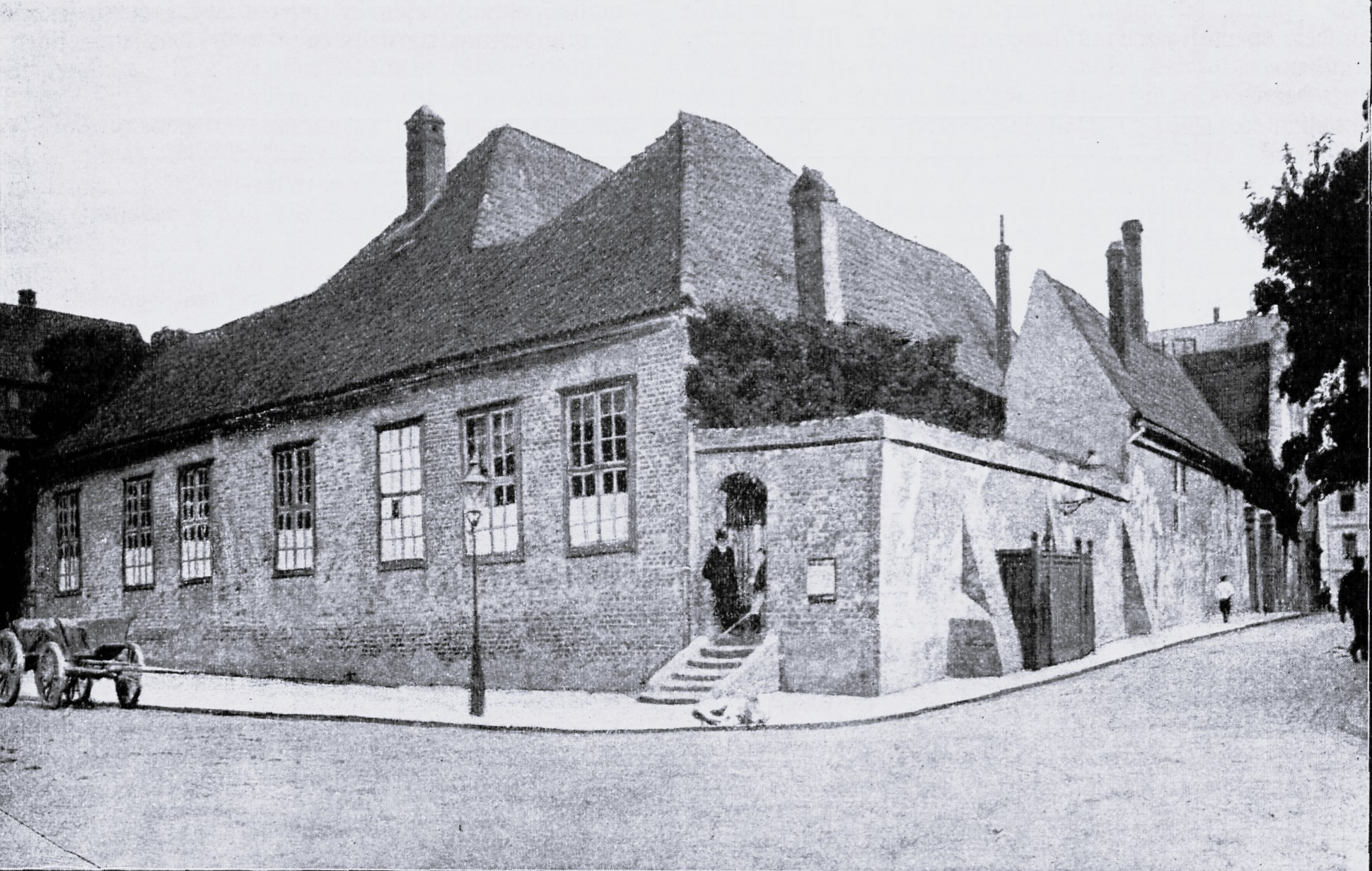
Kapitelstraße 8 um 1890, beim Bombenangriff 1942 zerstört

- Kapitelstraße 4, Backsteinrenaissance-Haus mit Treppengiebel des späten 16. oder frühen 17. Jahrhunderts
- Kapitelstraße 5, auf das 14. Jahrhundert zurückgehendes Renaissancegebäude von 1581 mit einer Backstein-Rokokofassade aus der 2. Hälfte des 18. Jahrhunderts. Wohnhaus des Stadtkommandanten Egmont von Chasôt
- Kapitelstraße 6, um 1450 erbautes gotisches Bürgerhaus mit Treppengiebel des 18. Jahrhunderts
- Kapitelstraße 7, Kurie der Dom-Vikare, auf das 15. Jahrhundert zurückgehendes klassizistisch überformtes Haus von etwa 1800, ab September 1755 bis 1873 Kapelle der katholischen Gemeinde in Lübeck[1]
- Kapitelstraße 8, Grundstück einer ehemaligen Domherren-Kurie, von der nur ein Schuppen sowie Kelleranlagen des 14. Jahrhunderts erhalten sind. Hier verbrachte der Kunsthistoriker Karl Friedrich von Rumohr seine beiden letzten Lebensjahre.[2]  Danach Wohnsitz des Richters am Oberappellationsgericht der vier Freien Städte Ernst Adolf Theodor Laspeyres und nach diesem Sitz der von der Gesellschaft zur Beförderung gemeinnütziger Tätigkeit eingerichteten Gewerbeschule und ein Unterrichtslokal des Lehrer-Seminars, bevor es 1903 sein eigenes Schullehrerseminarhaus erhielt. Später richtete Maler und Museumsdirektor Willibald Leo von Lütgendorff-Leinburg hier seine Kunstschule ein.